# Renán Barrera Concha
Renán Alberto Barrera Concha (Mérida, Yucatán; 21 de febrero de 1979) es un político y abogado mexicano, miembro del Partido Acción Nacional. Se ha desempeñado como regidor del Ayuntamiento de Mérida entre los años 2007-2010 y diputado local del Congreso de Yucatán por el distrito local IV de 2010-2012. 
Ha sido dos veces presidente municipal de Mérida, siendo electo por primera vez en las elecciones estatales de 2012 para el período 2012-2015, y reelegido por primera vez de manera no consecutiva en las elecciones estatales de 2018 para el período 2018-2021. En las elecciones estatales de 2021 fue reelegido para un tercer período, siendo su segundo consecutivo, como alcalde. Perdió la elección a ala gubernatura de Yucatán en las elecciones estatales de 2024 en la cual resultó ganador Joaquín “huacho “ Díaz Mena , Renan barrera celebró la noche de la elección haber ganado pero los cómputos del prep dieron a su contrincante la ventaja 

## Biografía

### Vida personal
Renán Barrera nació el 21 de febrero de 1979. De pequeño fue escultista y de joven estuvo en el Club Rotarios, sirviendo a la comunidad. Es aficionado a la música, en especial a las percusiones; le gusta leer, disfruta de la comida yucateca y del mar. Está casado con Diana Castillo, nutrióloga, quien se desempeña como presidenta del DIF Municipal de Mérida. Tienen dos hijos, Renán y Daniela.

### Formación Académica
Es licenciado en derecho, egresado de la Universidad Anáhuac Mayab, en donde estudió también un posgrado en administración pública. Ha cursado diversos diplomados en el extranjero: diplomado en Manejo de Campañas Electorales, en la Universidad Complutense de Madrid, España (2003); diplomado en Estrategias Políticas y Campañas Electorales, en la George Washington University, en Washington, D.C., Estados Unidos (2004); y diplomado en Gestión Pública y Economía en Santiago de Chile, (2008). [cita requerida]

## Trayectoria política
Es militante del Partido Acción Nacional desde el año 1999, donde inició su formación como parte de Acción Juvenil. Fue secretario de afiliación del comité estatal de su partido en Yucatán de 2010 a 2011. 

### Regidor de Mérida (2007-2010)
Entre los años 2007 a 2010 fue regidor presidente de la Comisión de Espectáculos, Desarrollo Urbano y Obras Públicas, Educación y  Cultura y Protección Civil del Ayuntamiento de Mérida durante la gestión municipal de César Bojórquez Zapata. Su desempeño como regidor constó del impulso en materia de desarrollo urbano, obras públicas, espectáculos y cultura, entre otras comisiones. Durante ese período, Barrera Concha promovió el acceso al internet gratuito en más de 50 parques públicos de toda la ciudad.

### Diputado local distrito IV de Yucatán (2010-2012)
En las elecciones estatales de 2010, obtuvo el triunfo como diputado al congreso local por el IV Distrito de Mérida. Fue delegado del Comité Ejecutivo Nacional del Partido Acción Nacional, en las elecciones en el estado de Aguascalientes de 2016. En el período comprendido de marzo de 2016 a enero de 2017, participó como Presidente de la Comisión Provisional de Acción Nacional en el Comité Estatal de Sinaloa.
Renán Barrera es también presidente de la Junta Directiva del Secretariado del ICLEI para México, Centroamérica y el Caribe y vicepresidente de Enlace con el Gobierno Federal en la Asociación Nacional de Alcaldes (ANAC) del Partido Acción Nacional.

### Primer mandato como alcalde de Mérida (2012-2015)
En las elecciones locales de 2012, Barrera Concha contendió como candidato a la presidencia municipal de Mérida para los años de 2012 a 2015, elección que ganó con el 47.7% de la votación total. Con 33 años cumplidos, ha sido el alcalde más joven de la capital. Durante su gestión, la ciudad de Mérida se consolidó como una de las mejores ciudades para vivir en México, por sus índices de calidad de vida y la calificación de los servicios públicos. 
Durante esta gestión como alcalde, presidió la Asociación Nacional de Alcaldes (ANAC) que agrupa a los ediles del Partido Acción Nacional. También, fue presidente de la Conferencia Nacional de Municipios de México (CONAMM) que agrupa a todos los alcaldes del país de todos los partidos políticos.

### Segundo mandato como alcalde de Mérida (2018-2021)
Barrera Concha ganó la Presidencia Municipal de Mérida por segunda ocasión en 2018, con el 44.5% de los votos, representando a la coalición del Partido Acción Nacional y Movimiento Ciudadano, cargo que ocupará hasta 2021. Una de sus primeras acciones en este segundo gobierno fue la creación de la Secretaría de Participación Ciudadana, la Subdirección de Infraestructura Verde y el Departamento de Arbolado Urbano, que marcan el énfasis de su administración en la participación ciudadana y la sustentabilidad.
También introdujo los programas de Diseño Participativo de Espacios Públicos, para incluir a la ciudadanía en el diseño y remodelación de los más de 500 parques de la ciudad, y Ayuntamiento en tu Colonia, para llevar la atención ciudadana y servicios de salud a colonias y comisarías de Mérida. Actualmente es también vicepresidente de enlace con el poder ejecutivo de la Asociación Nacional de Alcaldes (ANAC).
En enero de 2020, fue reconocido dos veces como el presidente municipal mejor evaluado de México, en el Tercer Ranking Nacional de Alcaldes de Campaigns and Elections y el Ranking de Alcaldes de México de Consulta Mitofsky. Su segunda gestión como Presidente Municipal ha estado marcada por el creciente reconocimiento a Mérida a nivel internacional, incluyendo su nombramiento como Ciudad Creativa de la UNESCO en gastronomía sostenible y como Ciudad Arbolada del Mundo (Tree Cities of the World) de Arbor Day Foundation y la FAO.
El 8 de abril de 2021 en sesión extraordinaria y de forma unánime, el Cabildo de Mérida autorizó a Renán Barrera la licencia para separarse de su cargo, como alcalde, de manera indefinida para que pueda iniciar su campaña por el Partido Acción Nacional en busca de su tercera reelección y primera consecutiva a la presidencia municipal de la capital yucateca, durante los comicios electorales locales de 2021. [cita requerida]

### Tercer mandato como alcalde de Mérida (2021-2024)
Fue candidato a la presidencia municipal de Mérida por el Partido Acción Nacional. Obtuvo un total de 163 756 votos, ganando así las elecciones de 2021.
| \| Elecciones de 2021 \| Elecciones de 2021 \| Elecciones de 2021 \| Elecciones de 2021 \| Elecciones de 2021 \| \| ------------------ \| ------------------ \| ------------------ \| ------------------ \| ------------------ \| \| Partido político \| Partido político \| \| Votos \| Votos \| \| PAN \| PAN \| \| 163756 \| 163756 \| \| PRI y PRD \| PRI y PRD \| \| 92637 \| 92637 \| \| MORENA \| MORENA \| \| 82666 \| 82666 \| \| Fuente: IEPAC[16] \| \| \| \| \| |                  |  |        |        |
| Elecciones de 2021 |                  |  |        |        |
| Partido político | Partido político |  | Votos  | Votos  |
| PAN | PAN              |  | 163756 | 163756 |
| PRI y PRD | PRI y PRD        |  | 92637  | 92637  |
| MORENA | MORENA           |  | 82666  | 82666  |
| Fuente: IEPAC |                  |  |        |        |

Tras concluir el cómputo en el Consejo Municipal del Instituto Electoral y de Participación Ciudadana de Yucatán, Renán Barrera Concha recibió el 12 de junio de 2021 la constancia de mayoría relativa que lo acredita como alcalde electo de Mérida, con lo que también se convierte en el primer Presidente Municipal reelecto consecutivamente en la historia de la capital yucateca. Tomó posesión al cargo el 1 de septiembre de 2021.